# Убийство Уильяма Мак-Кинли
Успешное покушение на Уильяма Мак-Кинли, 25-го президента США было совершено 6 сентября 1901 года в концертном зале на всемирной Панамериканской выставке в Буффало. Когда президент приветствовал общественность, анархист Леон Чолгош два раза выстрелил в него из пистолета. Мак-Кинли был смертельно ранен и 14 сентября 1901 года скончался, став третьим по счёту президентом США, убитым во время президентского срока.
Мак-Кинли был избран на второй срок в 1900 году (из-за чего его гибель связывают с проклятием Текумсе). Ему нравилось появляться на публике, и он очень неохотно соглашался с требованиями охраны. Секретарь президента Джордж Кортелью опасался покушения именно в концертном зале, поэтому дважды убирал эту встречу из расписания. Мак-Кинли оба раза её возвращал.
Леон Чолгош потерял работу во время экономической депрессии 1893 года, после чего примкнул к анархизму, политической философии, чьи приверженцы к тому времени убили нескольких иностранных лидеров. Воспринимая Мак-Кинли в качестве угнетателя, Чолгош решил, что его миссия — убить президента. Анархист дважды выстрелил в Мак-Кинли, когда последний собирался пожать ему руку. Одна пуля лишь задела политика; другая попала в живот и не была сразу найдена, так как почти дошла до позвоночника.
Сначала казалось, что раненный Мак-Кинли пошёл на поправку и выживет. Однако 13 сентября положение усугубилось образовавшейся на месте раны гангреной. Рано утром политик скончался. Преемником Мак-Кинли стал тогдашний вице-президент США Теодор Рузвельт. Чолгош был казнён на электрическом стуле. Конгресс США с этого времени официально поручил обеспечение безопасности президента Секретной службе США.

## Предыстория
В сентябре 1901 года Уильям Мак-Кинли был на пике могущества в качестве президента. Он был избран в 1896 году во время серьёзной экономической депрессии, победив соперника от Демократической партии Уильяма Брайана. Президент сумел вернуть нацию к процветанию и выиграть испано-американскую войну 1898 года, захватив при этом две испанских колонии: Пуэрто-Рико и Филиппины. Мак-Кинли был вновь избран главой государства в 1900 году.
Гаррет Хобарт, вице-президент из первой команды Мак-Кинли, умер в 1899 году, и переизбранному политику понадобилось выбрать нового. В преддверии съезда Республиканской партии 1900 года руководитель отделения партии в Нью-Йорке, сенатор Томас Платт, предложил кандидатуру бывшего заместителя министра военно-морского флота Теодора Рузвельта. Рузвельт принял предложение и был избран вице-президентом.
Леон Чолгош родился в Детройте, штат Мичиган, в 1873 году в семье польских иммигрантов. Семья несколько раз переезжала с места на место, из-за того что Поль Чолгош, отец Леона, никак не мог найти работу. Став взрослым, Леон работал на заводе в Кливленде, пока в 1893 году не потерял работу. После этого он работал нерегулярно и принимал участие в различных политических и религиозных собраниях, пытаясь понять причины экономических потрясений 1893 года. Его внимание привлёк анархизм. В 1901 году это движение пугало общественность. В высшей судебной инстанции Нью-Йорка объявили преступлением признание себя анархистом. К этому времени анархисты в Европе убили или попытались убить полдюжины чиновников и членов королевских домов, а также были обвинены во взрывах во время бунта на Хеймаркет в Чикаго.
В 19 веке уже было убито два американских президента: Авраам Линкольн в 1865 году и Джеймс Гарфилд в 1881 году. Джон Бут, убийца Линкольна, был конфедератом, озлобленным после поражения в Гражданской войне в США. Шарль Гито, убийца Гарфилда, был эксцентричным человеком, движимым личными политическими и религиозными взглядами. Несмотря на убийства двух своих предшественников, Мак-Кинли не любил, когда служба безопасности вставала между ним и народом. В родном городе (Кантон в штате Огайо), он часто ходил в церковь или по различным делам без защиты, так же и в Вашингтоне часто ездил с женой без сопровождения охраны.

## Жертва
Мак-Кинли, двадцать пятый президент США, с 1880 года был одним из самых влиятельных членов республиканской партии и палаты представителей. Был горячим сторонником золотого стандарта и многонациональности. Во время президентской кампании, организованной Марком Ханна, использовались инновационные на тот момент технологии. Они в немалой степени способствовали победе Мак-Кинли над своим соперником Уильямом Брайаном. Мак-Кинли вёл Испано-американскую войну. Два месяца он противился общественному мнению, благосклонно относившемуся к вооружённому конфликту из-за испанских поборов на Кубе. Ему так и не удалось убедить Испанию начать реформы. После загадочного взрыва американского броненосного крейсера «Мэн», США поставила перед Испанией ультиматум, на который Испании пришлось ответить войной. Позже, он присоединил к США Филиппины, Пуэрто-Рико, Гуам и Гавайи, а также установил протекторат на Кубе. В 1900 году Мак-Кинли был переизбран на пост президента, в очередной раз обойдя Брайана. 11 июня Мак-Кинли заявил, что не собирается идти на третий срок (ограничение на последовательное переизбрание не было установлено до 1951 года).

## Посещение выставки
Мак-Кинли с супругой прибыли на выставку 5 сентября; этот день был назван «президентским днём». Официальная программа посещения включала несколько приёмов, парад и президентскую речь.
Утром 6 сентября чета Мак-Кинли посетила Ниагарский водопад, после чего отправилась на выставку для участия в общественном приёме, который должен был состояться после полудня. Секретарь президента, Джордж Кортелью, не любил подобные мероприятия, так как считал их слишком опасными. Он пытался отговорить президента от посещения, но тот ответил «Зачем? Никто не желает мне зла». В три часа дня Мак-Кинли в сопровождении секретаря и директора выставки, прибыл в павильон «Темпл-ов-Мьюзик», где должен был состояться приём.
Секретная служба, в настоящее время обеспечивающая безопасность президента США, в то время не занималась этим на постоянной основе. Правда, с 1894 года при президенте Кливленде, она начала неофициально принимать участие в обеспечении безопасности публичных мероприятий. В тот день наряду с сотрудниками секретной службы на приёме присутствовали детективы Буффало и одиннадцать солдат. Мак-Кинли, окружённый с боков Милберном и Кортелью, приветствовал посетителей, выстроившихся в длинную очередь. В этой очереди находился убийца — Леон Чолгош.

## Убийца

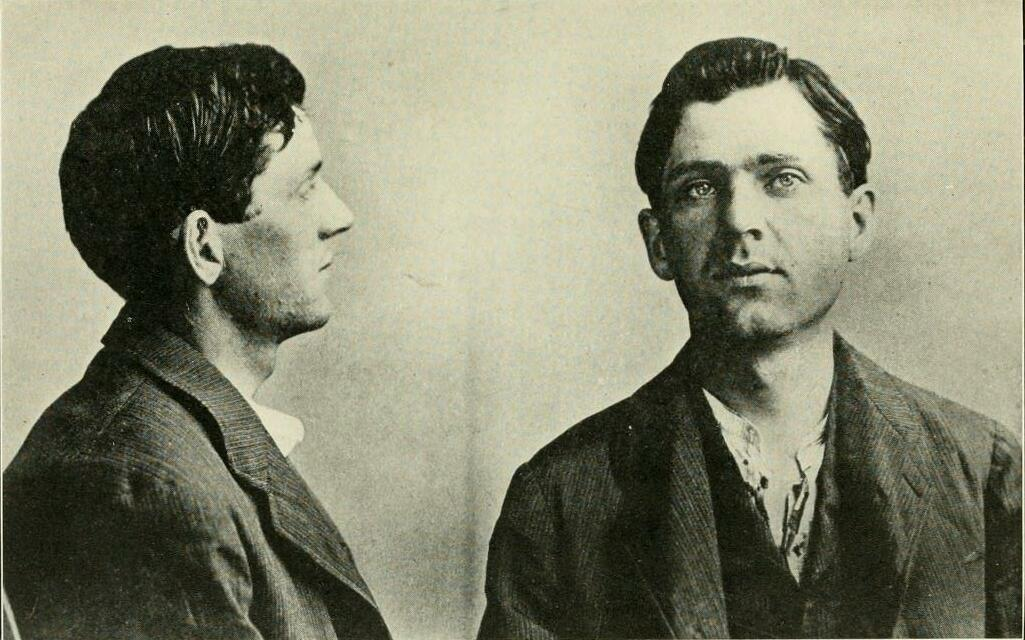
Леон Чолгош. Фотография, снятая на следующий день после убийства

В конце XIX — начале XX века, анархизм в США имел несколько крупных теоретиков, таких как Бенджамин Таккер, Вольтарина де Клэр и Александр Беркман. Их влияние было особенно сильным в рабочей среде.
Леон Чолгош был сыном польского эмигранта Павла Жовгуся, родившимся в Детройте в штате Мичиган в 1873 году. Работал на заводе, потерял работу и долгое время был безработным, живя с семьёй. Начал интересоваться анархизмом за несколько лет до убийства. В мае 1901 года он присутствовал на митинге, на котором выступала известная анархистка Эмма Гольдман. Он приехал домой к Гольдман и лично беседовал с ней. Позднее Гольдман была ненадолго задержана в связи с расследованием убийства Президента.
На допросе Чолгош сказал, что узнал о планируемом посещении президентом выставки за 8 дней из газеты. Узнав о посещении, он тотчас же сел на поезд до Буффало и поселился в местном пансионе в ожидании события. Чолгош присутствовал на выступлении президента 5 сентября и хотел выстрелить тогда, но не смог подойти достаточно близко. На следующий день он опять был на выставке. Его продолжала «жечь речь Эммы Гольдман». Он встал в очередь людей, приветствующих президента, спрятав револьвер в намотанном на руку платке. Один из сотрудников секретной службы, Джордж Фостер, позже объяснял, что не заметил платок Чолгоша, так как тот был слишком плотно сжат толпой. Однако позднее тот же Фостер утверждал, что не обратил внимания на Чолгоша, так как пристально следил за негром-официантом двухметрового роста, стоявшим за Чолгошем.

## Нападение

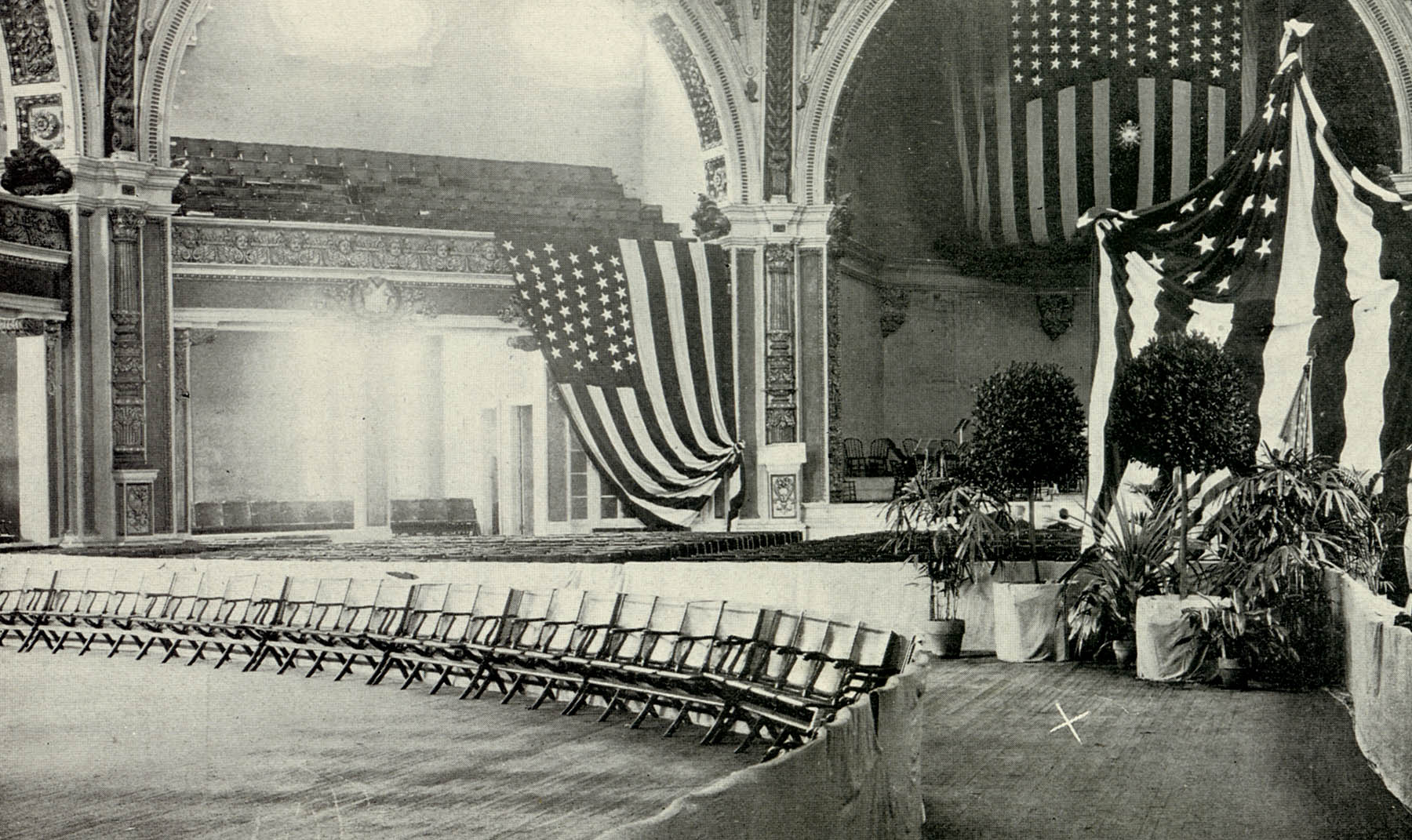
Место преступления. Место, где стоял президент, отмечено крестом.

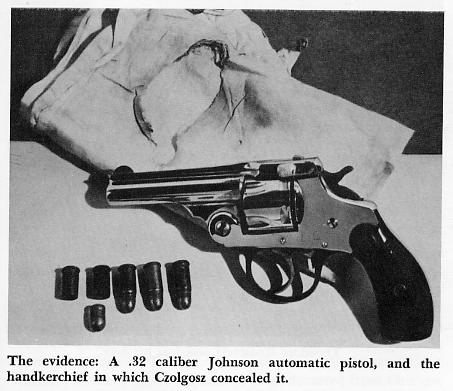
Вооружение Чолгоша: револьвер Iver Johnson, боеприпасы и платок.

В четыре часа семь минут, примерно через десять минут после начала приветствий подошла очередь Чолгоша. Оказавшись лицом к лицу с президентом, Чолгош нажал на спусковой крючок, но успел выстрелить только дважды — стоявший за ним негр-официант ударил убийцу кулаком. Затем подключились сотрудники секретной службы, бросившиеся разоружать Чолгоша, Джордж Фостер и Альберт Галлахер. Перехватить пистолет сумел один солдат.
Во время задержания президент оставался в сознании. Когда один из сотрудников в очередной раз ударил Чолгоша, президент сказал «Полегче с ним, ребята». Вскоре приехала скорая и отвезла президента в больницу на территории выставки. Одна пуля прошла вскользь и не причинила серьёзных увечий, зато другая попала в живот и прошла через внутренние органы, включая желудок, поджелудочную железу и почку, прежде чем застряла в мышцах спины.
Врачам не удалось извлечь вторую пулю. Хотя на выставке был представлен рентгеновский аппарат, его не стали применять по неизвестной причине. Томас Эдисон прислал рентгеновский аппарат из собственной мастерской, но и он не был использован. Мак-Кинли, в бессознательном состоянии из-за эфира, использовавшегося в качестве анестезии, был перевезён в дом Джона Милберна.

## Смерть президента

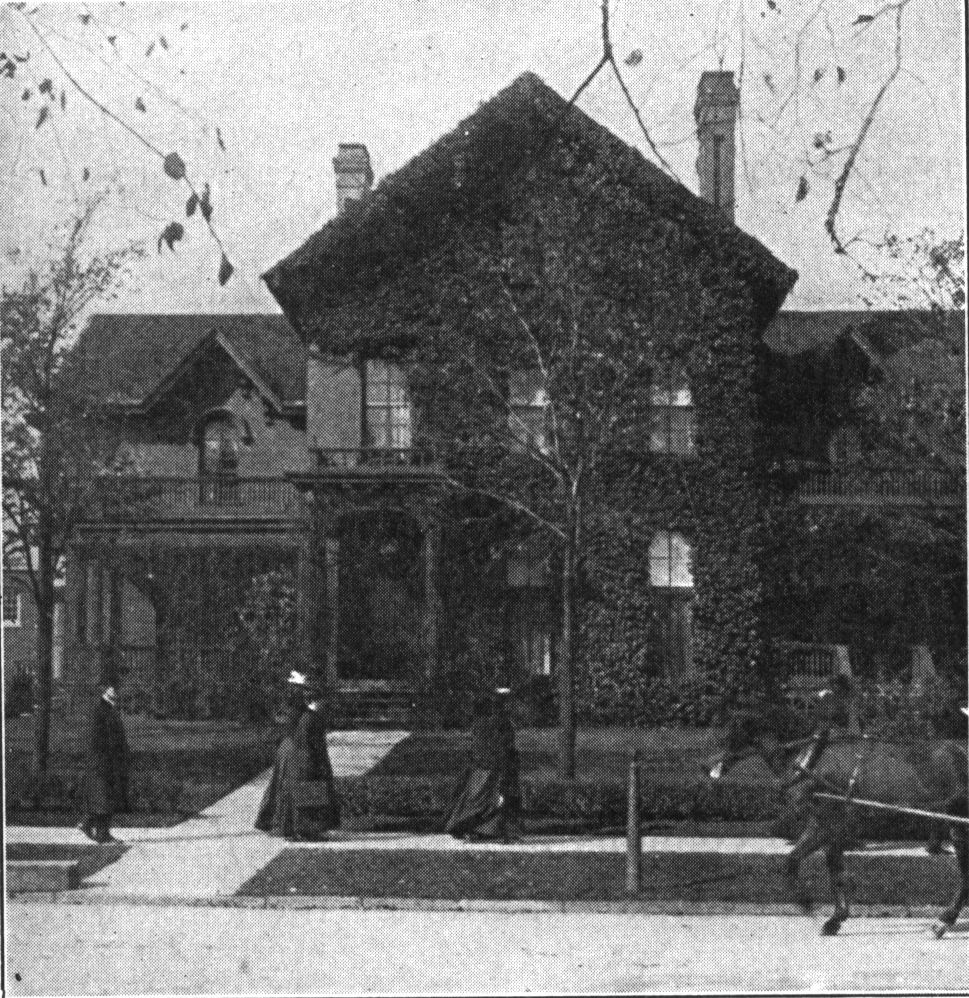
Особняк Милберна, к котором провёл последние дни президент Мак-Кинли.

Чолгош сделал признание ночью. Он сказал, что убил президента из убеждения, что ни один человек не может обладать огромными привилегиями, когда другие не имеют ничего -
«I killed President McKinley because I done my duty. I didn’t believe one man should have so much service and another man should have none».
 На следующий день от него были получены ещё показания. Чолгош утверждал, что действовал в одиночку, тем не менее Эмму Гольдман арестовали на несколько дней в связи с убийством.
Вопреки убеждённости Чолгоша, Президент не умер и даже начал поправляться. В субботу 7 сентября Мак-Кинли чувствовал себя хорошо, был спокоен и бодр. Врачи разрешили жене навестить больного, тот даже поинтересовался у Кортелью, как была принята речь. Согласно бюллетеню от 8 сентября «Президент пережил ночь хорошо, и состояние на утро было обнадеживающим. Настроение ясное, сидит прямо. Рана, перевязанная в 8:30 выглядит хорошо.»

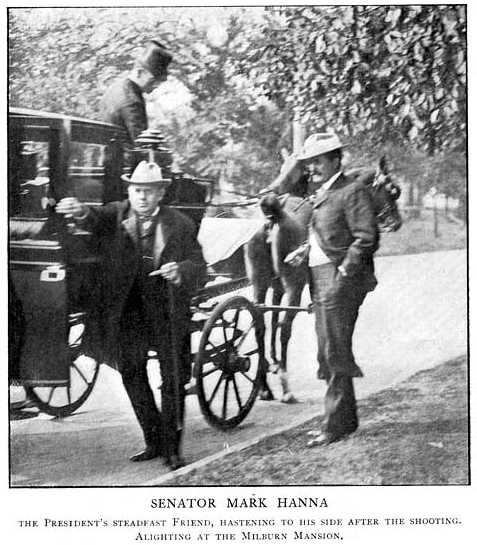
Сенатор Марк Ханна подъезжает к особняку Милберна.

Большая часть Кабинета приехали в Буффало. Также приехал старый друг президента и руководитель его предвыборной кампании сенатор Марк Ханна. Вице-президент Теодор Рузвельт узнал о нападении на президента во время (официального) завтрака в Вермонте. Рузвельт тотчас же отправился в Буффало и прибыл на следующий день. Ввиду улучшения состояния президента к 10 сентября необходимость присутствовать при нём отпала и вице-президент уехал из Буффало. Он отправился в отпуск в горы Адирондак, где его ждала семья. По той же причине члены Кабинета и Марк Ханна также покинули Буффало.

Состояние президента продолжало улучшаться. Бюллетень от 9 сентября гласил: «Состояние здоровья президента становится все более удовлетворительным. Вероятность неблагоприятных изменений неуклонно снижается». На следующий день вышел бюллетень: 
«Врачи оценивают состояние президента как явно удовлетворительное. Если не возникнет осложнений, можно ожидать скорого выздоровления.
Президенту продолжили давать обильное питьё и питательные клизмы. 11 сентября президент выпил говяжьего бульона. 12 сентября президент впервые с момента нападения принял твёрдую пищу — несколько тостов, яйцо и кофе. Позже, с 12 сентября состояние президента начало ухудшаться. Он пожаловался на тошноту и головную боль, пульс участился, стал слабее. Состояние возбуждённое с обильным потоотделением. Бюллетень от 13 сентября гласил: 
Состояние президента очень серьёзное и создаёт основу для более серьёзных опасений.
 В течение дня состояние Мак-Кинли сильно ухудшилось. Сенатор Ханна и члены Кабинета снова приехали в особняк Милберна. Президенту назначили адреналин и кислород, чтобы стабилизировать пульс. Мак-Кинли сказал врачам: «Бесполезно, господа, я думаю мы должны позвать священника». Позже, умирая он шептал слова гимна Ближе, Господь, к Тебе. В 18:15 вышел очередной бюллетень:
Врачи считают, что состояние является очень серьёзным, несмотря на стимуляцию. Ухудшение продолжается и если оно не будет остановлено, то конец остаётся вопросом времени

## Замещение президента

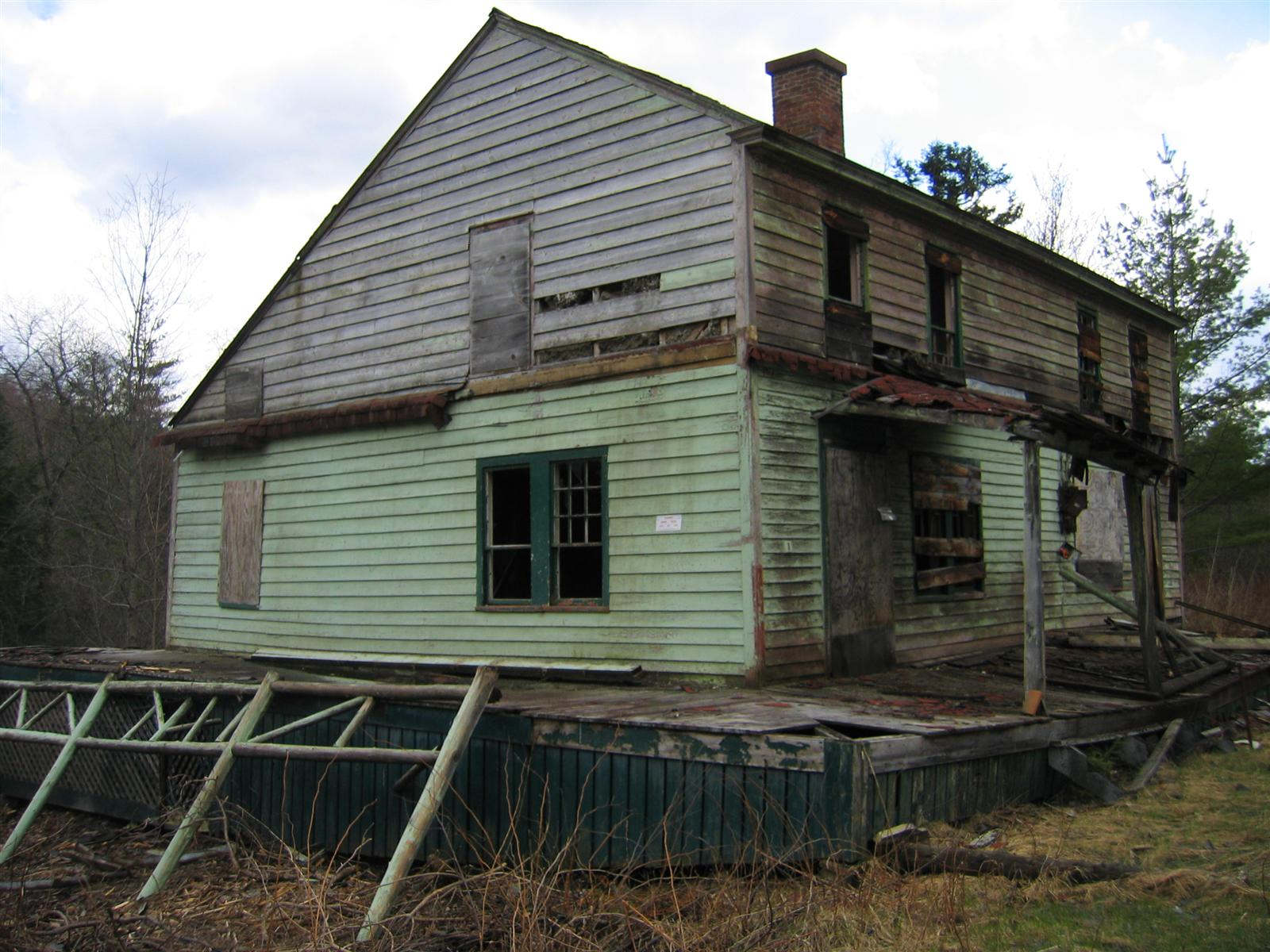
Коттедж Теодора Рузвельта на горе Марси.

12 сентября вице-президент Теодор Рузвельт с семьей находился в коттедже на горе Марси. На следующее утро он вместе с несколькими друзьями и проводником отправились в горы. К полудню 13 сентября вице-президент со спутниками остановились отдохнуть на вершине, на плоской скале, откуда открывался вид на горы, затем спустились, чтобы позавтракать на берегу озера. К часу тридцати прибыл проводник с телеграммой. Рузвельт сразу понял что случилось. Позднее он вспоминал: «я интуитивно понял, что он привёз печальные новости … Я хотел стать президентом, но не таким образом».
Телеграмма подтвердила его опасения — в ней говорилось, что президенту стало хуже. По возвращении в коттедж, Рузвельт получил новую телеграмму от министра обороны, Элиу Рута.
По-всей видимости, президенту осталось недолго и члены Кабинета в Буффало считают, что вам необходимо приехать не теряя времени
Ночью Рузвельт отправился в путь по склонам Марси. Даже днём этот маршрут занимал около семи часов. Он прибыл на станцию Норт-Крик, где в 5:22 он получил телеграмму от государственного секретаря Джона Хея:
Президент скончался сегодня в 2 часа 15 минут утра

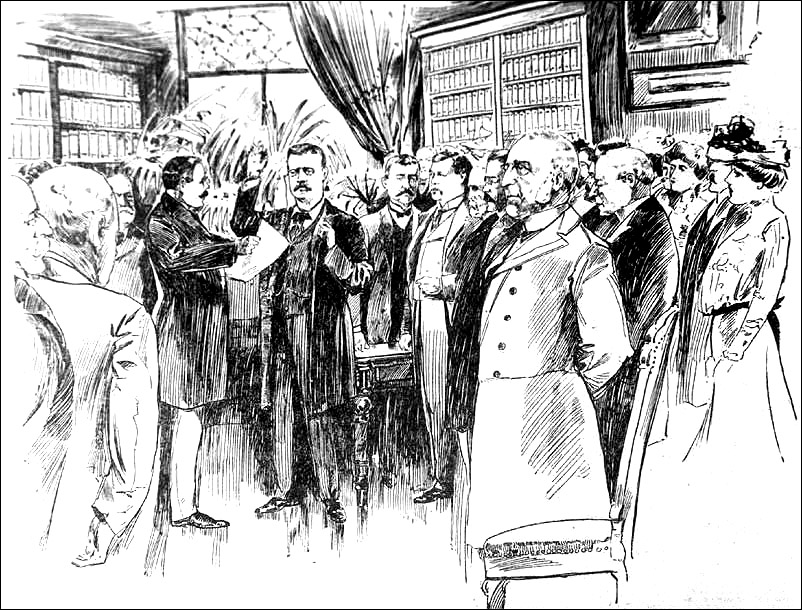
Присяга Теодора Рузвельта. Газетный рисунок.

Рузвельт сел на поезд, следовавший с краткой остановкой в Олбани и прибыл в Буффало в 13:30. Там он встретился с Энсли Уилкоксом и вместе они отправились к последнему домой. Приведя себя в порядок Рузвельт отправился к Милберну, чтобы отдать Мак-Кинли последний долг. Там он встретил Рута, Кортелью и членов Кабинета почти в полном составе. В тот момент шло вскрытие, поэтому они не смогли увидеть тело. Рут предложил провести процедуру инаугурации на площади, но Рузвельт счёл этот вариант некорректным и решил вернуться к Вилсону и дать присягу там. Рузвельт присягнул и стал 26 президентом США в 3 часа 30 минут, за шесть недель до 43 дня рождения, став самым молодым Президентом США на тот момент.

## Последствия

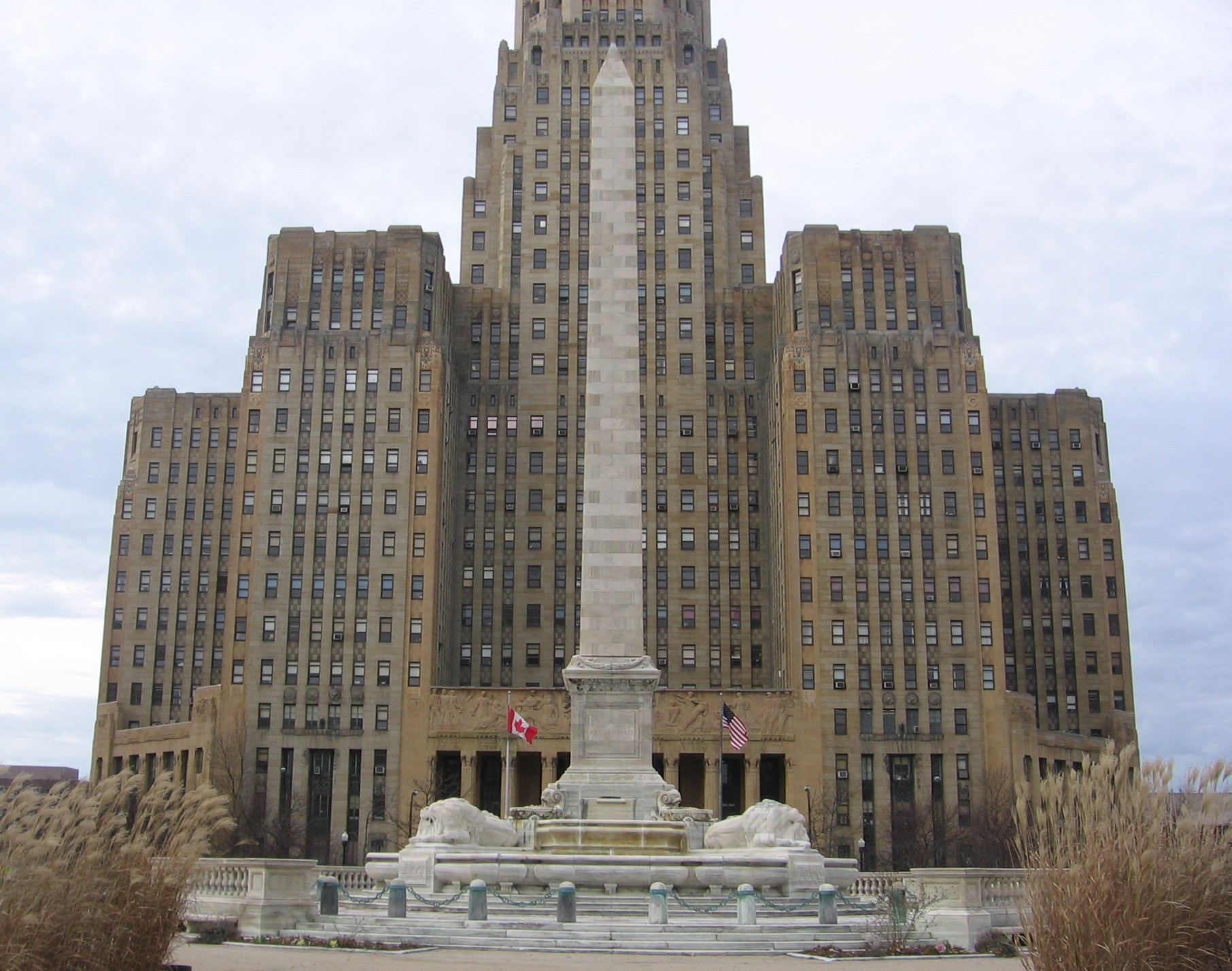
Памятник Мак-Кинли перед зданием городского совета Буффало

Эмма Гольдман вызвала волну возмущения, когда опубликовала статью, в которой сравнила Чолгоша с Марком Юнием Брутом. Мак-Кинли она назвала «президентом денежных баронов и магнатов». Некоторые другие анархисты считали, что она нанесла вред движению, и не поддерживали попытки Гольдман помочь Чолгошу.
Суд над Чолгошем начался 23 сентября 1901 года, через девять дней после смерти Президента. Предоставление доказательств обвинения заняло два дня. Защитник, Лоран Льюис, не вызывал свидетелей. В речи, обращённой к членам коллегии присяжных, он отметил нежелание Чолгоша сотрудничать с адвокатами и признал факт нападения. Единственным вопросом в деле, с его точки зрения, был вопрос о вменяемости Чолгоша.
Присяжным потребовалось только полчаса, чтобы вынести решение. 26 сентября Чолгош был приговорён к смертной казни. До исполнения приговора, его отвезли в государственную тюрьму Оберн. Один источник говорит о раскаянии Чолгоша, сказавшего по дороге в тюрьму:
Я хотел бы, чтобы люди знали, что я сожалею о том, что сделал. Убийство было ошибкой. Если бы я мог вернуть всё назад, я никогда бы не сделал это. Но сейчас поздно говорить об этом. Я сожалею о том, что убил президента.
Чолгош был казнён на электрическом стуле 29 октября 1901 года. Существует несколько версий его последних слов:
Я убил Президента ради блага трудящихся, хороших людей. Я не жалею о преступлении, но мне жаль, что я не вижу отца.
Я убил президента, потому что он был врагом добрых/честных трудящихся. Я не жалею о преступлении.

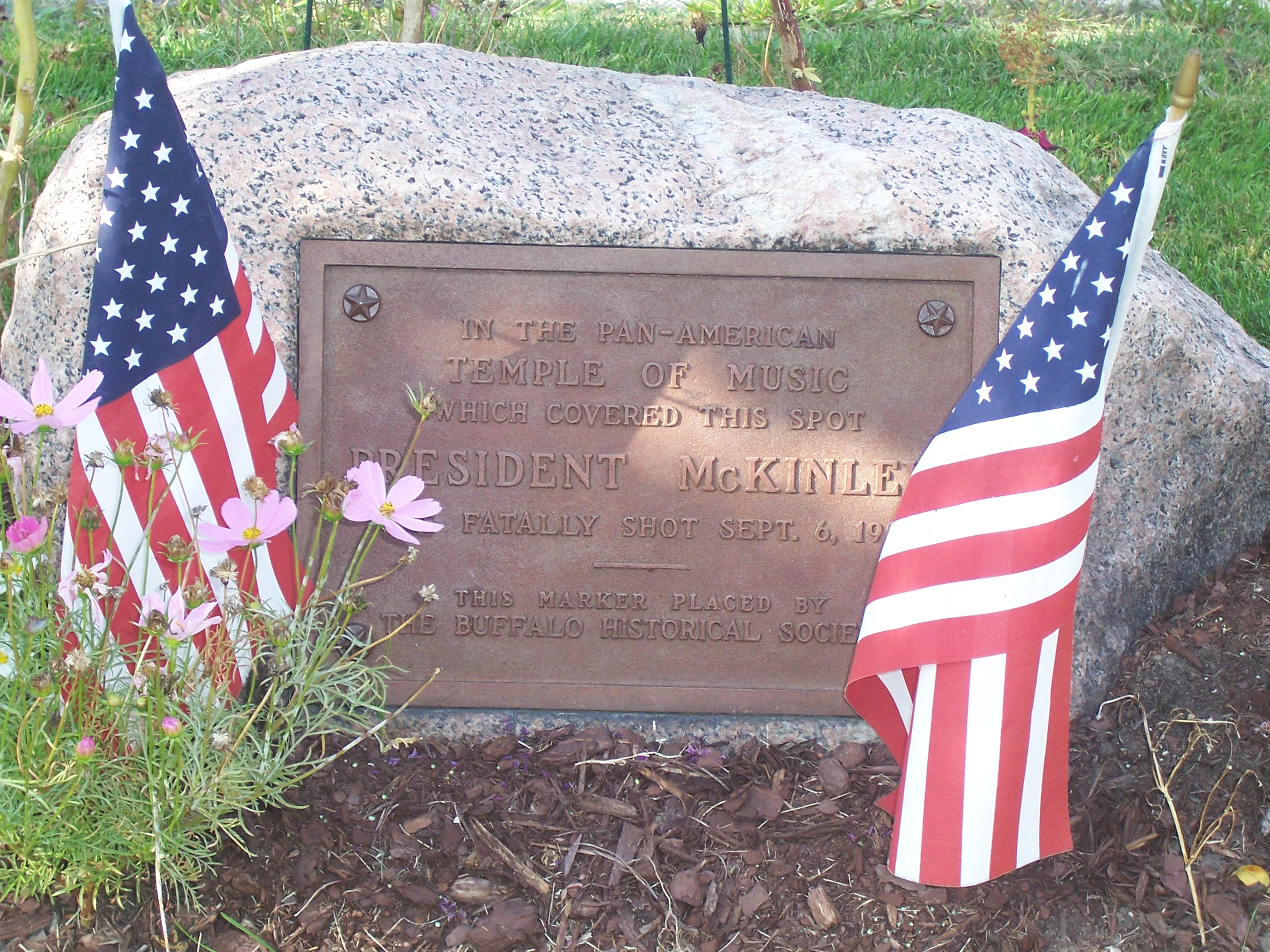
Памятник на месте убийства. Современная фотография

После убийства Мак-Кинли, в прессе началась активная критика недостаточной безопасности президента. Конгресс вскоре поднял этот вопрос. Осенью 1901 года Конгресс неофициально попросил Секретную службу обеспечивать безопасность президента и она стала полностью обеспечивать безопасность Рузвельта к 1902 году. В Конгрессе также выдвигались предложения поручить охрану Президента армии. Только в 1906 году Конгресс принял закон, поручивший обеспечение президентской безопасности Секретной службе.
Темпл-ов-Мьюзик был снесён в конце 1901 года, а на территории Панамариканской выставки был возведён жилой квартал. На месте убийства Президента был воздвигнут монумент — камень с металлической табличкой. Особняк Милберна (№ 1168 по Делаверской авеню) был превращён в многоквартирный дом, а затем, в 1956, снесён, а на его месте построена дополнительная парковка средней школы «Canisius HS». Особняк Энсли Уилкокса в Буффало, где проходила инаугурация Рузвельта, имеет статус национального исторического памятника. В 1907 году в Буффало на площади Ниагара Сквер был возведён 29-метровый обелиск в память о Мак-Кинли. 30 сентября 1907 года в Кантоне при содействии друзей и коллег президента был открыт мемориальный комплекс Мак-Кинли, в котором покоится его тело.